# 京bizW
『京bizW』（きょうビズ・ダブリュ）は、2008年4月4日から2011年3月25日までKBS京都テレビで放送されていた経済関連の報道番組。放送時間は毎週金曜 21:25 - 22:25。

## 概要
それまで火曜21時台で放送されていた30分番組『京biz』が金曜21時台へ移動し、同時間帯で放送されていた『Weekly925』を吸収・拡大リニューアルしたのが本番組である。タイトルのWは『Weekly925』時代の名残であり、それに『京biz』のワイド化をかけたものである。週に1回のペースながら、KBS京都テレビがプライムタイムに1時間の生番組を放送するのは、『ニュースきっちん』初期の月曜版以来となる。
番組は『京biz』時代と同様に、京都と滋賀の注目企業の製品やサービスを紹介していたほか、著名人へのインタビューやニュース特集なども行っていた。また、メインキャスターに華道家の池坊美佳を起用したことで話題を集めた。

## キャスター
- 池坊美佳（華道家） - 池坊はスケジュールの都合で出演できない日があり、その際には竹内と東のみで番組を進行していた。
- 竹内弘一（KBS京都アナウンサー） - 『京biz』からの継続出演者で、『Weekly925』のキャスターでもあった。
- 東奈緒美（タレント） - 『京biz』からの継続出演者。
- このほかに、毎週コメンテーターが1人出演。

## 主なコーナー
Special Feature
番組の核となる特集。京都・滋賀の企業による新サービスを紹介。
すぐれmono
『京biz』時代からの継続コーナーで、話題の新製品を紹介。
attention!
番組スタート時に放送枠が縮小した夕方のニュース番組『京プラス』からの引き継ぎコーナーで、経済関連以外のニュースを特集していた。2008年9月まで実施。
ちょっと気になる経済ニュース
京都・滋賀の気になる経済ニュースを解説するコーナー。2008年10月から実施。
Turning Point
『Weekly925』時代に行われていた「今週のキーパーソン」の後継コーナーで、池坊が京都で活躍する時の人などにインタビューをしていた。
京Tame
京都での映画、舞台、芝居などのエンターテイメント情報を紹介。2009年4月から実施。
ニュース・修学旅行だより
いずれも『Weekly925』からの引き継ぎコーナーであるが、行わない時もあった。あってもニュースは短く、2 - 3項目程度しか扱わなかった。なお、2009年4月の改編で月曜 - 木曜21時台の『京都新聞ニュース』が廃枠となったため、この番組が1週間で唯一夜に放送されるニュースとなった（他の曜日は17時台がその日の最終ニュースとなる）。
京の酒
番組終了前のコーナーで、毎回京都ゆかりの酒を紹介していた。2008年10月から2009年3月まで実施。
京の手みやげ
番組終了前のコーナーで、毎回京都の土産品を紹介していた。2009年4月から実施。